# Мелия, Мейсон
Мейсон Мелия (англ. Mason Melia; родился 22 сентября 2007, Уиклоу, Ирландия) — ирландский футболист, нападающий клуба «Сент-Патрикс Атлетик». В январе 2026 года станет игроком английского клуба «Тоттенхэм Хотспур».

## Клубная карьера
12 мая 2023 года Мелия дебютировал за «Сент-Патрикс Атлетик», выйдя на замену в матче чемпионата Ирландии против клуба «Дроэда Юнайтед».
4 февраля 2025 года английский клуб «Тоттенхэм Хотспур» достиг договорённости о трансфере Мелии. Мейсон присоединится к новой команде 1 января 2026 года.

## Карьера в сборной
Выступал за сборные Ирландии до 15, до 16 и до 17 лет.